# بالاكانيسترو تريست
بالاكانيسترو تريست هو فريق كرة سلة إيطالي أٌسس عام 1975.